# Sengés
Sengés este un oraș în Paraná (PR), Brazilia.